# Умершие в январе 1945 года
Это список известных людей, соответствующих установленным критериям значимости (см. Википедия:Критерии значимости персоналий), умерших в январе 1945 года.
Причина смерти указывается лишь в исключительных случаях (убийство, самоубийство, гибель в результате военных действий, смертная казнь, ДТП или несчастные случаи). В остальных случаях — не указывается.

## 1 января
- Брупбахер, Фриц (70) — швейцарский врач, либертарный социалист и писатель.
- Глобус, Лев Давидович (30) — Полный кавалер ордена Славы.
- Забобонов, Иван Семёнович (32) — Герой Советского Союза.

## 2 января
- Михаил Лебедев (23) — Герой Советского Союза.

## 3 января
- Акименко, Фёдор Степанович (68) — русский композитор, пианист и педагог
- Николай Быков — Герой Советского Союза.
- Эдгар Кейси (67) — американский ясновидящий и врачеватель.
- Антоний Оссендовский (66) — русский и польский путешественник, журналист, литератор и общественный деятель.

## 4 января
- Егор Гагарин (42) — Герой Советского Союза.
- Александр Дудкин (24) — Герой Советского Союза.

## 5 января
- Арасланов, Гафиатулла Шагимарданович (29) — участник Великой Отечественной войны, Герой Советского Союза.
- Зимнягин, Василий Кузьмич (32) — капитан Рабоче-крестьянской Красной Армии, участник Великой Отечественной войны, Герой Советского Союза.
- Злыгостев, Иван Ильич — участник Великой Отечественной войны, Герой Советского Союза.
- Корсаков, Николай Павлович — участник Великой Отечественной войны, Герой Советского Союза.
- Обухов, Владимир Михайлович (71) — статистик, инженер, революционер, педагог, государственный деятель, партийный деятель.
- Шляков, Иван Дмитриевич — участник Великой Отечественной войны, Герой Советского Союза.

## 6 января
- Альбертини, Лучано (62) — итальянский актёр, режиссёр, продюсер,.
- Вернадский, Владимир Иванович (81) — русский учёный, мыслитель, основатель учения о ноосфере.
- Лебедев, Алексей Фёдорович — Герой Советского Союза.
- Немудров, Гавриил Маркелович (48) — советский военный деятель, генерал-майор.
- Потапов, Пётр Матвеевич (27) — Герой Советского Союза.

## 7 января
- Сергей Петрищев (31) — участник Великой Отечественной войны, Герой Советского Союза.
- Владимир Сытник (19) — участник Великой Отечественной войны, Герой Советского Союза.

## 8 января
- Вайсблат, Владимир Наумович — российский издатель, переводчик, драматург, литератор, искусствовед.
- Мамедов, Мирза Самед оглы — сержант 197-го отдельного истребительно-противотанкового артиллерийского дивизиона 77-й стрелковой дивизии.

## 9 января
- Крамарь, Степан Трофимович (25) — старший сержант Рабоче-крестьянской Красной Армии, участник Великой Отечественной войны, Герой Советского Союза.
- Лавриненко, Матвей Илларионович (41) — генерал-майор Рабоче-крестьянской Красной Армии, участник Гражданской и Великой Отечественной войн.
- Улуотс, Юри (54) — эстонский политик, последний премьер-министр независимой Эстонии.
- Шевцов, Георгий Георгиевич — участник Великой Отечественной войны, Герой Советского Союза.

## 10 января
- Василий Борисенко — лейтенант Рабоче-крестьянской Красной Армии, участник Великой Отечественной войны, Герой Советского Союза.
- Николай Рязанцев (24) — участник Великой Отечественной войны, Герой Советского Союза.
- Петерис Юрашевскис (72) — латвийский политический деятель и юрист.

## 11 января
- Бачурин, Фёдор Игнатьев (22) — участник Великой Отечественной войны, Герой Советского Союза.
- Ермолаев, Сергей Ильич — участник Великой Отечественной войны, Герой Советского Союза.
- Шакиров, Астанакул (22) — участник Великой Отечественной войны, Герой Советского Союза.

## 12 января
- Пулькин, Григорий Степанович — Герой Советского Союза.
- Севрюков, Алексей Сидорович (38) — Герой Советского Союза.
- Халаменюк, Александр Иосифович (26) — Герой Советского Союза.
- Шувалов, Николай Иванович (26) — Герой Советского Союза.
- Яврумов, Владимир Акопович (23) — участник Великой Отечественной войны, командир роты 28-го гвардейского воздушно-десантного стрелкового полка 9-й гвардейской воздушно-десантной дивизии 5-й гвардейской армии 1-го Украинского фронта, Герой Советского Союза (посмертно), гвардии старший лейтенант.

## 13 января
- Алехнович, Евгений Антонович (24) — старший лейтенант Красной Армии, командир штурмовой авиационной эскадрильи в годы Великой Отечественной войны, Герой Советского Союза (1945, посмертно); погиб в воздушном бою.
- Ансимов, Николай Петрович (22) — Герой Советского Союза.
- Досифей (Васич) (67) — епископ Сербской православной церкви, митрополит Загребский.
- Здрестов, Степан Михайлович (23) — Полный кавалер Ордена Славы.
- Кифлер, Фердинанд (31) — австрийский гандболист, полевой игрок. Серебряный призёр летних Олимпийских игр 1936 года.
- Курка, Василий Тимофеевич — юный воин, доброволец, снайпер, командир взвода Красной Армии, в период Великой Отечественной войны уничтоживший 179 солдат и офицеров противника.
- Кытин, Фёдор Максимович — участник Великой Отечественной войны, Герой Советского Союза.
- Покотило, Иван Григорьевич (33) — старший лейтенант Рабоче-крестьянской Красной Армии, участник Великой Отечественной войны, Герой Советского Союза.
- Харисов, Фаррух Харисович (26) — полный кавалер ордена Славы.
- Якушкин, Иван Игнатьевич (26) — участник Великой Отечественной войны, Герой Советского Союза.

## 14 января
- Андросов, Николай Никитович (25) — Герой Советского Союза.
- Архангельский, Николай Васильевич (23) — Герой Советского Союза.
- Дергачёв, Дмитрий Андронович (21) — Герой Советского Союза.
- Дунаев, Михаил Никитович — Герой Советского Союза.
- Дьячук, Андрей Ефимович (23) — участник Великой Отечественной войны, Герой Советского Союза.
- Иванцов, Николай Андреевич (30) — Герой Советского Союза.
- Кравцов, Григорий Михайлович (22) — оперуполномоченный отдела контрразведки «Смерш» 134-й стрелковой дивизии (69-я армия). Герой Советского Союза.
- Краснокутский, Константин Архипович (30) — участник Великой Отечественной войны, Герой Советского Союза.
- Кузнецов, Дмитрий Аркадьевич — участник Великой Отечественной войны, Герой Советского Союза.
- Курбатов, Василий Васильевич — участник Великой Отечественной войны, Герой Советского Союза.
- Мазницын, Иван Сергеевич — участник Великой Отечественной войны, Герой Советского Союза.
- Маматов, Демьян Прохорович (32) — участник Великой Отечественной войны, Герой Советского Союза.
- Пивовар, Виктор Гордеевич (42) — участник Великой Отечественной войны, Герой Советского Союза.
- Полуэктов, Степан Михайлович (27) — участник Великой Отечественной войны, Герой Советского Союза.
- Попов, Фёдор Григорьевич (32) — участник Великой Отечественной войны, Герой Советского Союза.
- Пурвитис, Вильгельм (72) — латышский художник-пейзажист.
- Солнцев, Михаил Степанович (22) — участник Великой Отечественной войны, Герой Советского Союза.
- Хорь, Николай Михайлович (21) — участник Великой Отечественной войны, Герой Советского Союза.
- Факудис, Юрий Константинович — участник Великой Отечественной войны, Полный кавалер Ордена Славы.
- Фошин, Иван Николаевич (23) — участник Великой Отечественной войны, Герой Советского Союза.
- Шикунов, Павел Егорович — участник Великой Отечественной войны, Герой Советского Союза.

## 15 января
- Абад Сантос, Педро (68) — филиппинский политический деятель и революционер, депутат Палаты представителей (1916—1922), основатель и лидер Социалистической партии Филиппин (1932)
- Зенков, Николай Емельянович — участник Великой Отечественной войны, Герой Советского Союза.
- Костючек, Пётр Васильевич — участник Великой Отечественной войны, телефонист взвода связи 218-го гвардейского стрелкового полка (77-я гвардейская стрелковая дивизия, 69-я армия, 1-й Белорусский фронт), рядовой. Закрыл своим телом амбразуру пулемёта.
- Корнев, Иван Ильич — участник Великой Отечественной войны, Герой Советского Союза.
- Куклев, Роман Павлович (28) — участник Великой Отечественной войны, Герой Советского Союза.
- Майстренко, Борис Александрович (21) — лейтенант Рабоче-крестьянской Красной Армии, участник Великой Отечественной войны, Герой Советского Союза.
- Мананков, Тихон Павлович — участник Великой Отечественной войны, Герой Советского Союза.
- Маркелов, Николай Степанович (44) — участник Великой Отечественной войны, Герой Советского Союза.
- Паршин, Иван Иванович — участник Великой Отечественной войны, Герой Советского Союза.
- Оршанский, Борис Михайлович (60) — еврейский советский писатель, драматург, литературный критик.
- Хиценко, Иван Иванович (22) — участник Великой Отечественной войны, Герой Советского Союза.
- Шашков, Герман Петрович — участник Великой Отечественной войны, Герой Советского Союза.

## 16 января
- Афанасьев, Яков Иванович — участник Великой Отечественной войны, Герой Советского Союза.
- Батраков, Михаил Григорьевич (22) — красноармеец Рабоче-крестьянской Красной Армии, участник Великой Отечественной войны, Герой Советского Союза.
- Бодров, Алексей Федотович — участник Великой Отечественной войны, Герой Советского Союза.
- Гридасов, Дмитрий Тихонович (19) — красноармеец Рабоче-крестьянской Красной Армии, участник Великой Отечественной войны, Герой Советского Союза.
- Ефимов, Василий Трофимович (22) — участник Великой Отечественной войны, Герой Советского Союза.
- Захарян, Вагинак Семёнович — участник Великой Отечественной войны, Герой Советского Союза.
- Карабан, Дмитрий Антонович (32) — участник Великой Отечественной войны, Герой Советского Союза.
- Каратаев, Афанасий Тимофеевич — участник Великой Отечественной войны, Герой Советского Союза.
- Киселенко, Иван Родионович (21) — красноармеец Рабоче-крестьянской Красной Армии, участник Великой Отечественной войны, Герой Советского Союза.
- Кулишев, Яков Сергеевич (31) — участник Великой Отечественной войны, Герой Советского Союза.
- Мишин, Валентин Фёдорович (22) — Полный кавалер Ордена Славы.
- Петров, Георгий Иванович — участник Великой Отечественной войны, Герой Советского Союза.
- Штейнберг, Лев Петрович (74) — советский дирижёр и композитор. Народный артист СССР.

## 17 января
- Ахметшин, Ягафар Ахметович — участник Великой Отечественной войны, Герой Советского Союза.
- Бочкарёв, Александр Григорьевич (23) — участник Великой Отечественной войны, Герой Советского Союза.
- Васильев, Андрей Александрович — участник Великой Отечественной войны, Герой Советского Союза.
- Волков, Евгений Максимович — участник Великой Отечественной войны, Герой Советского Союза.
- Жулаев, Иван Иванович — Полный кавалер Ордена Славы.
- Исаков, Пётр Михайлович (21) — старший лейтенант Рабоче-крестьянской Красной Армии, участник Великой Отечественной войны, Герой Советского Союза.
- Тазаев, Алексей Иванович (28) — участник Великой Отечественной войны, Герой Советского Союза.

## 18 января
- Алимкин, Иван Николаевич (21) — советский лётчик-штурмовик,участник Великой Отечественной войны, заместитель командира и штурман эскадрильи 617-го штурмового авиационного полка 291-й штурмовой авиационной дивизии 2-й воздушной армии 1-го Украинского фронта, Герой Советского Союза (1944); погиб при выполнении боевого задания.
- Гусев, Сергей Иванович (26) — участник Великой Отечественной войны, Герой Советского Союза.
- Корниенко, Иван Моисеевич — участник Великой Отечественной войны, Герой Советского Союза.
- Кутенко, Николай Васильевич (21) — участник Великой Отечественной войны, Герой Советского Союза.
- Мерзляков, Иван Гаврилович — Полный кавалер Ордена Славы.
- Никандров, Василий Никандрович (25) — участник Великой Отечественной войны, Герой Советского Союза.
- Орлов, Павел Александрович (21) — участник Великой Отечественной войны, Герой Советского Союза.
- Ростомян, Аповен Васильевич (39) — участник Великой Отечественной войны, Герой Советского Союза.
- Самохвалов, Александр Иванович — участник Великой Отечественной войны, Герой Советского Союза.
- Сержпинский, Владимир Валерьянович — участник Великой Отечественной войны, Полный кавалер Ордена Славы.
- Степанюк, Григорий Федосеевич (25) — участник Великой Отечественной войны, Герой Советского Союза.
- Чуенко, Пётр Дмитриевич (32) — участник Великой Отечественной войны, Герой Советского Союза.
- Юрьев, Алексей Николаевич (22) — участник Великой Отечественной войны, Герой Советского Союза.

## 19 января
- Павел Ковалевский — участник Великой Отечественной войны, Герой Советского Союза.
- Григорий Носков (39) — участник Великой Отечественной войны, Герой Советского Союза.
- Иван Савченко (30) — участник Великой Отечественной войны, Герой Советского Союза.
- Юрий Священко — участник Великой Отечественной войны, Герой Советского Союза.

## 20 января
- Гамцемлидзе, Шота Леонович — Герой Советского Союза.
- Дроздов, Пётр Владимирович (21) — младший лейтенант Рабоче-крестьянской Красной Армии, участник Великой Отечественной войны, Герой Советского Союза.
- Евстигнеев, Александр Семёнович (50) — Герой Советского Союза.
- Иванилов, Иван Григорьевич — Герой Советского Союза.
- Косенчук, Пётр Яковлевич (42) — Полный кавалер Ордена Славы.
- Кривень, Пётр Яковлевич (22) — Герой Советского Союза.
- Лабужский, Степан Петрович (19) — Герой Советского Союза.
- Лапшов, Николай Прокофьевич (30) — Герой Советского Союза.
- Леваков, Владимир Иванович (19) — Герой Советского Союза.
- Мардар, Михаил Алексеевич (33) — Герой Советского Союза.
- Носуля, Николай Васильевич — командир отделения 1006-го стрелкового полка 266-й стрелковой дивизии 5-й ударной армии 1-го Белорусского фронта, сержант, Герой Советского Союза.
- Пешехонов, Василий Иванович — Герой Советского Союза.

## 21 января
- Алейников, Иван Григорьевич (32) —— советский офицер, танкист [66-я гвардейская танковая бригада|66-й гвардейской]]) танковой бригады, гвардии лейтенант Герой Советского Союза (1945, посмертно); погиб в бою.
- Вяткин, Зосим Иванович — Герой Советского Союза.
- Клименко, Сергей Васильевич (20) — Герой Советского Союза.
- Липатенко, Фёдор Петрович (34) — Герой Советского Союза.
- Масаев, Аслангери Яхьяевич (24) — Герой Советского Союза.
- Петин, Максим Фролович (30) — Герой Советского Союза.
- Ригачин, Николай Иванович (25) — Герой Советского Союза.
- Семенов, Александр Яковлевич — Герой Советского Союза.
- Султанов, Барый (38) — Герой Советского Союза.
- Шилкин, Михаил Кузьмич — Герой Советского Союза.
- Фёлькерзам Адриан фон (30) - Штурмбанфюрер СС,германский разведчик диверсант.

## 22 января
- Авакян, Газарос Аветисович (27) — участник Великой Отечественной войны, командир стрелкового взвода 1264-го стрелкового полка 380-й стрелковой дивизии 50-й армии, Герой Советского Союза (1945) (посмертно), погиб в бою.
- Амзин, Константин Михайлович — участник Великой Отечественной войны, командир пулемётного расчёта 386-го гвардейского самоходного артиллерийского полка 9-го гвардейского танкового корпуса 2-й гвардейской танковой армии 1-го Белорусского фронта, гвардии сержант, Герой Советского Союза (1945, посмертно); погиб в бою.
- Георгий Арустамов (25) — советский офицер, участник Великой Отечественной войны, Герой Советского Союза.
- Иван Жидков (30) — Герой Советского Союза.
- Алексей Исаев (38) — Герой Советского Союза
- Иосиф Маркин (28) — Герой Советского Союза.
- Анатолий Чепуренко — Герой Советского Союза.

## 23 января
- Ананченко, Даниил Антонович — разведчик 28-й отдельной разведывательной роты 5-й стрелковой дивизии 3-й армии 2-го Белорусского фронта, младший сержант, Герой Советского Союза (1945, посмертно); погиб в бою.
- Бернацкий, Дмитрий Васильевич (32) — капитан Рабоче-крестьянской Красной Армии, участник Великой Отечественной войны, Герой Советского Союза.
- Викулов, Павел Иванович — Герой Советского Союза.
- Гончаров, Николай Артёмович (20) — Герой Советского Союза.
- Каширин, Алексей Иванович (19) — Герой Советского Союза.
- Крюков, Пётр Васильевич — Герой Советского Союза.
- Ситников, Николай Михайлович (19) — Герой Советского Союза.
- Трушин, Василий Андреевич (38) — Герой Советского Союза.
- Уласовец, Александр Игнатьевич — Герой Советского Союза.
- Хакимов, Оразберды (42) — Герой Советского Союза.
- Шингирий, Даниил Павлович (44) — Герой Советского Союза.

## 24 января
- Александренко, Иван Яковлевич (18) — командир отделения 1235-го стрелкового полка 373-й Миргородской Краснознамённой ордена Суворова стрелковой дивизии 52-й армии 1-го Украинского фронта, младший сержант, Герой Советского Союза (1945, посмертно); погиб в бою.
- Ази Асланов (35) — советский военачальник, гвардии генерал-майор, дважды Герой Советского Союза.
- Матвей Бондарев (31) — Герой Советского Союза.
- Владимир Васильев — Герой Советского Союза.
- Пётр Дернов (19) — Герой Советского Союза.
- Николай Дьяченко (23) — старший лейтенант Рабоче-крестьянской Красной Армии, участник Великой Отечественной войн, Герой Советского Союза.
- Пётр Казаков (35) — Герой Советского Союза.
- Александр Киселёв (37) — Герой Советского Союза.
- Мамед Мамедов — Герой Советского Союза.
- Казис Пуйда (61) — литовский поэт, прозаик, драматург, переводчик.
- Алексей Титов (21) — Герой Советского Союза.

]]

## 25 января
- Александров, Геннадий Петрович (22) — участник Великой Отечественной войны, советский лётчик-штурмовик, командир эскадрильи 673-го штурмового авиационного полка 266-й штурмовой авиационной дивизии 1-го штурмового авиационного корпуса 5-й воздушной армии Степного фронта, старший лейтенант Герой Советского Союза (1944); погиб при выполнении боевого задания.
- Брусов, Иван Никифорович (18) — младший сержант Рабоче-крестьянской Красной Армии, участник Великой Отечественной войны, Герой Советского Союза.
- Быков, Егор Иванович — участник Великой Отечественной войны, Герой Советского Союза.
- Журавлёв, Лаврентий Степанович (39) — участник Великой Отечественной войны, Герой Советского Союза.
- Ивашко, Григорий Лазаревич — участник Великой Отечественной войны, Герой Советского Союза.
- Князев, Вадим Васильевич (20) — участник Великой Отечественной войны, Герой Советского Союза.
- Кошманов, Михаил Михайлович (20) — участник Великой Отечественной войны, Герой Советского Союза.
- Крутиков, Дмитрий Михайлович (21) — участник Великой Отечественной войны, Герой Советского Союза.
- Латыпов, Габдрахман Хакимович — участник Великой Отечественной войны, Герой Советского Союза.
- Нагибин, Николай Анисимович — участник Великой Отечественной войны, Герой Советского Союза.
- Назаренко, Николай Николаевич (22) — участник Великой Отечественной войны, Герой Советского Союза.
- Петров, Алексей Васильевич (37) — участник Великой Отечественной войны, Герой Советского Союза.
- Печёнкин, Ефим Никифорович (27) — участник Великой Отечественной войны, Герой Советского Союза.
- Яшнев, Алексей Степанович (38) — участник Великой Отечественной войны, Герой Советского Союза.

## 26 января
- Абдуллаев, Мамиш Шахбаз оглы — сержант 1343-го стрелкового полка, 399-й стрелковой дивизии, 48-я армии, Герой Советского Союза (1945) (посмертно), погиб в бою.
- Власов, Николай Иванович (28) — Герой Советского Союза.
- Гусев, Иван Алексеевич (26) — Герой Советского Союза.
- Камышев, Иван Павлович (19) — Герой Советского Союза.
- Косарев, Александр Иванович — Герой Советского Союза.
- Матлаев, Емельян Иванович (40) — Герой Советского Союза.
- Матющенко, Пётр Афанасьевич — Герой Советского Союза.
- Попов, Николай Фёдорович (39) — Герой Советского Союза.
- Рукосуев, Вениамин Николаевич — советский военачальник,полковник.
- Саньков, Иван Гаврилович (32) — Герой Советского Союза.
- Славгородский, Георгий Васильевич (30) — Герой Советского Союза.
- Стрельников, Ефим Семёнович (39) — Герой Советского Союза.
- Сычёв, Иван Иванович (33) — Герой Советского Союза.
- Фролов, Михаил Иванович (29) — Герой Советского Союза.
- Юрков, Иван Иванович (21) — Герой Советского Союза.

## 27 января
- Дударенко, Андрей Емельянович — Герой Советского Союза.
- Егоров, Михаил Анисимович (40) — Герой Советского Союза.
- Загной, Владимир Карпович — Герой Советского Союза.
- Ковалевский, Анатолий Николаевич (29) — Герой Советского Союза.
- Корнеев, Василий Климович (34) — Герой Советского Союза.
- Лядов, Иван Григорьевич — Герой Советского Союза.
- Пашков, Андрей Никитович (34) — Герой Советского Союза.
- Певнев, Григорий Михайлович (22) — Герой Советского Союза.
- Печенюк, Никита Карпович — Герой Советского Союза.
- Савенко, Аким Ануфриевич (30) — Герой Советского Союза.
- Скопенко, Василий Фёдорович (33) — Герой Советского Союза.
- Скрыганов, Викентий Васильевич (41) — советский военный деятель, Генерал-майор. Герой Советского Союза.
- Харченко, Иван Петрович — Герой Советского Союза.

## 28 января
- Владимир Горелов (35) — Герой Советского Союза.
- Николай Гусев (26) — Герой Советского Союза.
- Михаил Змысля (21) — Герой Советского Союза.
- Дмитрий Канищев — Герой Советского Союза.
- Евгений Качанов (25) — Герой Советского Союза.
- Пётр Колесников — командир батареи СУ-85 1454-го самоходно-артиллерийского полка в годы Великой Отечественной войны. Старший лейтенант, Герой Советского Союза.
- Василий Ларионов — Герой Советского Союза.
- Николай Муравьёв (42) — Герой Советского Союза.
- Дмитрий Овчаренко — Герой Советского Союза, рядовой, ездовой пулемётной роты.
- Поликарп Половинко (29) — Герой Советского Союза.
- Иван Сапоненко — Герой Советского Союза.

## 29 января
- Варава, Борис Семёнович — сержант Рабоче-крестьянской Красной Армии, участник Великой Отечественной войны, Герой Советского Союза.
- Горбач, Феодосий Родионович — участник Великой Отечественной войны, Герой Советского Союза.
- Задорожный, Яков Степанович (32) — советский офицер, командир 35-й механизированной бригады во время Великой Отечественной войны, Герой Советского Союза.
- Жижкун, Алексей Петрович (21) — Герой Советского Союза.
- Ивлиев, Юрий Дмитриевич (21) — лётчик-штурмовик, Герой Советского Союза.
- Исаков, Василий Григорьевич — Герой Советского Союза.
- Краснов, Николай Фёдорович (30) — Герой Советского Союза.
- Кулик, Александр Павлович — Герой Советского Союза.
- Лапушкин, Иосиф Александрович (28) — Герой Советского Союза.
- Ларин, Михаил Фёдорович (33) — Герой Советского Союза.
- Молодов, Герман Алексеевич — Герой Советского Союза.
- Нелидов, Фёдор Гаврилович (32) — командир 52-го гвардейского кавалерийского полка 14-й гвардейской кавалерийской дивизии 7-го гвардейского кавалерийского корпуса 1-го Белорусского фронта, гвардии подполковник, Герой Советского Союза.
- Позевалкин, Николай Михайлович — Герой Советского Союза.
- Полозков, Иван Васильевич — Герой Советского Союза.
- Портянко, Андрей Антонович (38) — Герой Советского Союза.
- Уруков, Виталий Иванович (25) — Герой Советского Союза.
- Фомин, Василий Матвеевич (36) — Герой Советского Союза.
- Шостацкий, Григорий Николаевич (36) — Герой Советского Союза.

## 30 января
- Алеевский, Алексей Ильич (31) — — советский офицер, танкист-ас, командир танковой роты 28-го отдельного танкового полка 16-й гвардейской механизированной бригады 6-го гвардейского механизированного корпуса 4-й танковой армии 1-го Украинского фронта, Герой Советского Союза (1945, посмертно); погиб в бою.
- Андрешов, Алексей Иванович (19) — Герой Советского Союза.
- Атамановский, Пётр Ефимович — Герой Советского Союза.
- Вилар, Энрике (19) — кубинский интернационалист.
- Зайцев, Павел Михайлович — Герой Советского Союза.
- Кайкин, Василий Матвеевич (34) — Герой Советского Союза.
- Карабанов, Алексей Алексеевич (25) — участник Великой Отечественной войны, Герой Советского Союза.
- Коновалов, Павел Васильевич (36) — участник Великой Отечественной войны, Герой Советского Союза.
- Лизюков, Пётр Ильич (35) — советский военачальник, Герой Советского Союза (1945), полковник.
- Миронов, Алексей Афанасьевич (33) — Герой Советского Союза.
- Недыбин, Иван Михайлович (25) — Полный кавалер Ордена Славы.
- Николаев, Владимир Романович — Герой Советского Союза.
- Новиков, Степан Егорович (38) — Герой Советского Союза.
- Нурлыбаев, Жолдыбай (22) — Герой Советского Союза.
- Рысюк, Илья Григорьевич (23) — Герой Советского Союза.
- Семирадский, Александр Антонович (21) — Герой Советского Союза.
- Четонов, Алексей Семёнович — Герой Советского Союза.
- Худяков, Александр Георгиевич — Полный кавалер Ордена Славы.

## 31 января
- Алимов, Зариф Закирович — участник Великой Отечественной войны,командир взвода автоматчиков мотострелкового батальона 56-й мотострелковой бригады 23-го танкового корпуса 2-го Украинского фронта, лейтенант, Герой Советского Союза (1945, посмертно); погиб в бою.
- Богданов, Николай Дмитриевич (24) — подполковник Рабоче-крестьянской Красной Армии, участник Великой Отечественной войны, Герой Советского Союза.
- Бурченков, Сергей Васильевич — участник Великой Отечественной войны, Герой Советского Союза.
- Быков, Владимир Иванович — участник Великой Отечественной войны, Герой Советского Союза.
- Владысев, Василий Георгиевич — младший лейтенант Рабоче-крестьянской Красной Армии, участник Великой Отечественной войны, Герой Советского Союза.
- Данилин, Иван Никитович (37) — участник Великой Отечественной войны, Герой Советского Союза.
- Дряничкин, Михаил Ефимович (35) — участник Великой Отечественной войны, Герой Советского Союза.
- Зенковский, Аркадий Иванович (24) — участник Великой Отечественной войны, Герой Советского Союза.
- Иванов, Алексей Иванович — участник Великой Отечественной войны, Герой Советского Союза.
- Кора, Николай Васильевич (26) — Полный кавалер ордена Славы.
- Лавринович, Владимир Степанович — сержант Рабоче-крестьянской Красной Армии, участник Великой Отечественной войны, Герой Советского Союза.
- Лобов, Яков Михайлович (20) — командир второй танковой роты 27-го отдельного Таллинского танкового полка, 1-й Украинский фронт, старший лейтенант. Герой Советского Союза.
- Мельниченко, Сергей Илларионович (24) — участник Великой Отечественной войны, Герой Советского Союза.
- Ничипорович, Владимир Иванович (44) — советский офицер, военачальник, генерал-майор.
- Осипенко, Иван Степанович (31) — участник Великой Отечественной войны, Герой Советского Союза.
- Оторбаев, Асанбек — участник Великой Отечественной войны, Герой Советского Союза.
- Репутин, Самойло Михайлович — участник Великой Отечественной войны, Герой Советского Союза.
- Савельев, Константин Александрович (20) — участник Великой Отечественной войны, Герой Советского Союза.
- Словик, Эдвард Дональд (24) — рядовой армии США во время Второй мировой войны, являющийся единственным американским солдатом, который был подвергнут военному трибуналу и казнён за дезертирство со времён гражданской войны.